# 潘逸阳
潘逸阳（1961年8月—），男，汉族，广东惠阳人，生于广州，中华人民共和国政治人物。中山大学数学力学系力学专业毕业，中山大学哲学系马克思主义哲学专业在职研究生学历，哲学博士。中共第十八届中央候补委员。

## 生平
1982年1月参加工作。1984年8月加入中国共产党。历任中国共青团广东省佛山市委书记、共青团广东省委副书记、书记、共青团中央常委，中共广州市委常委、中共从化市委書記，中共新余市委书记等职。
2001年12月，任中共江西省委常委、省委农村工作部部长。2003年9月，改兼中共赣州市委书记，
2010年10月，任中共内蒙古自治区党委常委，次月任内蒙古自治区人民政府常务副主席。2014年9月，任内蒙古自治区党委常委、自治区政府常务副主席、党组副书记、自治区委党校（内蒙古自治区行政学院）院长。
2014年9月17日，潘逸阳因涉嫌严重违纪违法，而被组织调查。因涉嫌严重违纪违法，2014年9月27日，内蒙古自治区第十二届人大常委会第十二次会议决定罢免其第十二届全国人民代表大会代表职务。2015年10月16日被双开，移送司法机关。潘逸阳曾是落马的原江西省委书记苏荣的属下。令计划案判决中显示，他曾向令某妻子谷丽萍行贿761万余元。
2017年4月18日，天津市第一中级人民法院公开宣判：潘逸阳在江西、内蒙古担任领导职务期间，非法收受他人财物，折合人民币共计8601万余元，并多次向时任中共中央书记处书记、中央办公厅主任令计划行贿，折合人民币共计761万余元。依法以受贿罪判处其有期徒刑15年，并处罚金人民币400万元；以行贿罪判处有期徒刑7年；数罪并罚，决定执行有期徒刑20年，并处罚金人民币400万元；对其受贿所得及其孳息予以追缴，上缴国库。